# Nyctale de Tengmalm
Aegolius funereus · Chouette de Tengmalm, Chouette boréale
Espèce
Statut CITES
Statut de conservation UICN

 LC  : Préoccupation mineure
Répartition géographique
- Habitat permanent
- Zone d'hivernage

La Nyctale de Tengmalm ou Chouette de Tengmalm (Aegolius funereus) ou, encore, Chouette boréale est une espèce de petits rapaces nocturnes de la famille des Strigidae. Difficile à observer, elle est protégée au niveau européen. Espèce d'origine boréale, elle est peu présente en France, on la retrouve principalement dans les massifs montagneux et les forêts froides, en altitude (Vosges, Jura, Massif central, Préalpes, Alpes, Pyrénées) et les principaux plateaux de l'Est (Ardennes, plateaux lorrain, champenois et bourguignon, Morvan).

## Étymologie
Le nom vernaculaire de cette nyctale provient de l'ornithologue suédois Peter Gustaf Tengmalm qui observa l'espèce en 1783. Il ne fut cependant pas le premier à observer l'espèce, puisque c'est le naturaliste suédois Carl von Linné, son professeur de médecine à l'université d'Uppsala, qui l'observa en premier en 1758, mais le naturaliste allemand Johann Friedrich Gmelin a nommé cette chouette Tengmalm (Strix tengmalmi) en 1788, croyant à tort que Tengmalm avait été le premier à la décrire. Le nom de Tengmalm resta, bien qu'elle fût officiellement rebaptisée Aegolius funereus.
Le nom scientifique de l'espèce, Aegolius funereus vient du latin aegolios (rapace nocturne), et du latin funereus (funèbre), rappelant le caractère funeste attribué aux rapaces nocturnes.

## Description
Cet oiseau mesure plus ou moins 25 cm de longueur pour une envergure d'une cinquantaine de centimètres et une masse généralement comprise entre 90 et 200 g. Les Nyctales de Tengmalm présentent un léger dimorphisme sexuel. En effet, les femelles sont plus lourdes que les mâles.
Cette petite chouette a un aspect voisin de la Chouette Chevêche par sa silhouette trapue, mais la tête de la nyctale est plus volumineuse car son front est moins bas, ce qui donne l'impression d'une grosse et ronde tête.
La calotte est brun-foncé et est parsemée de nombreuses fines taches blanches. Deux disques faciaux blancs entourent les yeux, qui eux-mêmes sont cernés de noir, ce qui les fait ressortir. Ces yeux jaunes entourés de noir et de disques faciaux blancs donnent à la Nyctale de Tengmalm un « air étonné ». Un « V » blanc se trouve au-dessus du bec, entre les deux yeux. Le poitrail est beige barré de brun, tandis que le dos est brun tacheté de blanc. Ses pattes sont emplumées, ce qui traduit une adaptation à un climat froid. La Nyctale de Tengmalm se distingue par son bec couleur ivoire (alors que celui de la Chevêche d'Athéna est jaune verdâtre) et l'expression de sa face jugée sévère, ce qui n'est visible que si l'oiseau est bien alerte avec ses deux disques faciaux largement déployés.
Les juvéniles sont entièrement chocolat, leurs taches blanches n'apparaissent que plus tard dans leur croissance.

### Vol
Comme tous les strigidés, la Nyctale de Tengmalm est une excellente chasseuse. En effet, un « peigne » est présent sur ses rémiges. Ce « peigne » permet de limiter les frottements de l'air sur les plumes. De plus, de petites et duveteuses plumes permettent aussi de réduire les frottements ce qui rend le vol des Nyctales de Tengmalm quasiment inaudible. Les Nyctales de Tengmalm profitent de cet avantage car elles peuvent surprendre leurs proies et donc éviter qu'elles ne s'échappent. Leur vol est rapide et direct, elles battent des ailes rapidement et entrecoupent leur vol de courts planés.

### Vision
La Nyctale de Tengmalm, comme tous les strigidés, peut tourner sa tête à plus de 270° (contre 90° pour les humains) car elle possède 14 vertèbres (contre 7 chez les humains). Cette capacité à tourner la tête à 270° permet aux strigidés de compenser le fait qu'il leur est impossible de bouger les orbites de leurs yeux (ce qui améliore leur vision nocturne), les obligeant donc à tourner la tête à chaque fois qu'ils veulent regarder ailleurs.

### Longévité
La Nyctale de Tengmalm a une longévité d'environ 16 ans.

## Répartition et habitat
Elle habite les forêts de conifères essentiellement et niche très souvent dans les trous du Pic noir. Son aire de répartition couvre donc de façon assez fidèle celle de la taïga, mais suit partiellement la répartition du Pic noir dans son mouvement d'expansion vers le sud : en Europe, un couloir de présence descend vers le sud puis se divise en deux branches discontinues, vers le sud-ouest jusque dans les Pyrénées et vers le sud-est jusqu'en Grèce. De même, il existe un couloir du nord-ouest du continent nord-américain jusqu'au sud des États-Unis (Nouveau-Mexique), et en Asie, deux couloirs distincts descendent l'un jusqu'au sud du Kazakhstan et l'autre jusqu'au nord de la Corée du Nord.
Mais, elle est observée bien moins souvent que la Chevêche d'Athéna, qui est pourtant plus rare. Tout comme cette dernière, elle envahit les basses terres en période de disette. Lorsque les populations de petits rongeurs vivant dans ses aires de nidification forestières s'affaissent, la Nyctale de Tengmalm effectue un mouvement migratoire vers le sud, espérant trouver des sources de nourriture plus abondantes. Aussi, à cause de migrations importantes à l'automne, cette nyctale devient, concrètement, impossible à trouver l'hiver. Cet animal de mœurs nocturnes et forestières doit se fondre probablement au cœur de la forêt, de sorte que sa présence reste ignorée. En fait, les ornithologues des régions plus déboisées ont parfois la chance de la trouver, en plein jour, dormant dans quelque conifère isolé. Mais il arrive aussi d'observer ce petit strigidé en hiver perché bien en vue, en plein jour, dans les squares ou les jardins des cités.
Quoi qu'il en soit, son habitat favori reste la forêt de conifères, de plaine ou de montagne, incluant les secteurs de forêt mixte. Elle occupe donc, en petit nombre, les forêts et les monts.

## Systématique

### Protonyme
La Nyctale de Tengmalm a été décrite pour la première fois par Carl von Linné en 1758 sous le protonyme Stryx funerea.

### Nom complet
Le nom valide complet (avec auteur) de ce taxon est Aegolius funereus (Linnaeus, 1758).

### Sous-espèces
D'après la classification de référence (version 14.1, 2024) de l'Union internationale des ornithologues, la Nyctale de Tengmalm possède 7 sous-espèces (ordre philogénique) :
- Aegolius funereus richardsoni (Bonaparte, 1838) ;
- Aegolius funereus funereus (Linnaeus, 1758) ;
- Aegolius funereus magnus (Buturlin, 1907) ;
- Aegolius funereus sibiricus (Buturlin, 1910) ;
- Aegolius funereus pallens (Schalow, 1908) ;
- Aegolius funereus caucasicus (Buturlin, 1907) ;
- Aegolius funereus beickianus Stresemann, 1928 ;

## Écologie et comportement

### Habitudes
De mœurs nocturnes, cet animal est difficile à observer. Son activité se concentre essentiellement sur deux pics ; le premier, quelques heures après le coucher du soleil (vers 23 h) et le second, quelques heures avant le lever du soleil (vers 4 h). Avec, entre ces deux pics, un temps de repos. Néanmoins, l'heure de ces deux pics dépend de la saison.

### Chasse et alimentation
Son régime est à 90 % constitué de petits mammifères. Elle capture surtout des petits campagnols, mais tue aussi des souris, des musaraignes et des petits oiseaux. Elle se poste à l'affût sur des perchoirs en forêt et profite de l'effet de surprise pour capturer ses proies.
Comme tous les oiseaux, la Nyctale de Tengmalm possède un gésier. Ce gésier, comme chez tous les strigidés, permet de trier ce qui est bon pour l'individu de ce qui ne l'est pas. Ainsi, la Nyctale de Tengmalm mange sa proie en entier et les éléments indésirables de la proie (tels que les poils ou les os) sont recrachés sous la forme de pelotes de réjection.
Les pelotes de réjection de la Nyctale de Tengmalm font généralement 32 mm de long pour 15 mm de large. Elles sont sombres et brillantes lorsqu'elles sont fraîches.

### Vocalisations
La période de chant de la Nyctale de Tengmalm débute en avril (voire février en Europe de l'Ouest), alors que les premières fontes des neiges viennent à peine de débuter en altitude. Et tant qu'il n'aura pas trouvé de compagne, le mâle chantera d'une façon presque continue durant toute la nuit, pendant plusieurs jours, voire quelques semaines. C'est à ce moment qu'il est le plus facile à observer. Malheureusement, son chant ne porte pas tellement loin en ces régions boisées, moins d'un kilomètre, ce qui ne facilite pas son repérage précis. Si le dégel tarde, on peut également observer des mâles chanteurs beaucoup plus tardivement (jusqu'au début du mois de juin). Le relevé précis de tous ces chants printaniers et estivaux de Nyctales de Tengmalm permettra de localiser le nid dans les environs.
Son chant consiste en une série d'une douzaine de « hou » clairs et rapides, pouvant être répétée pendant des heures.
Au Québec, cette chouette partage son habitat avec la Petite Nyctale (Aegolius acadicus) et il arrive que des ornithologues aient ainsi la chance d'enregistrer simultanément le chant de ces deux nyctales, à quelques centaines de mètres l'une de l'autre.

### Reproduction

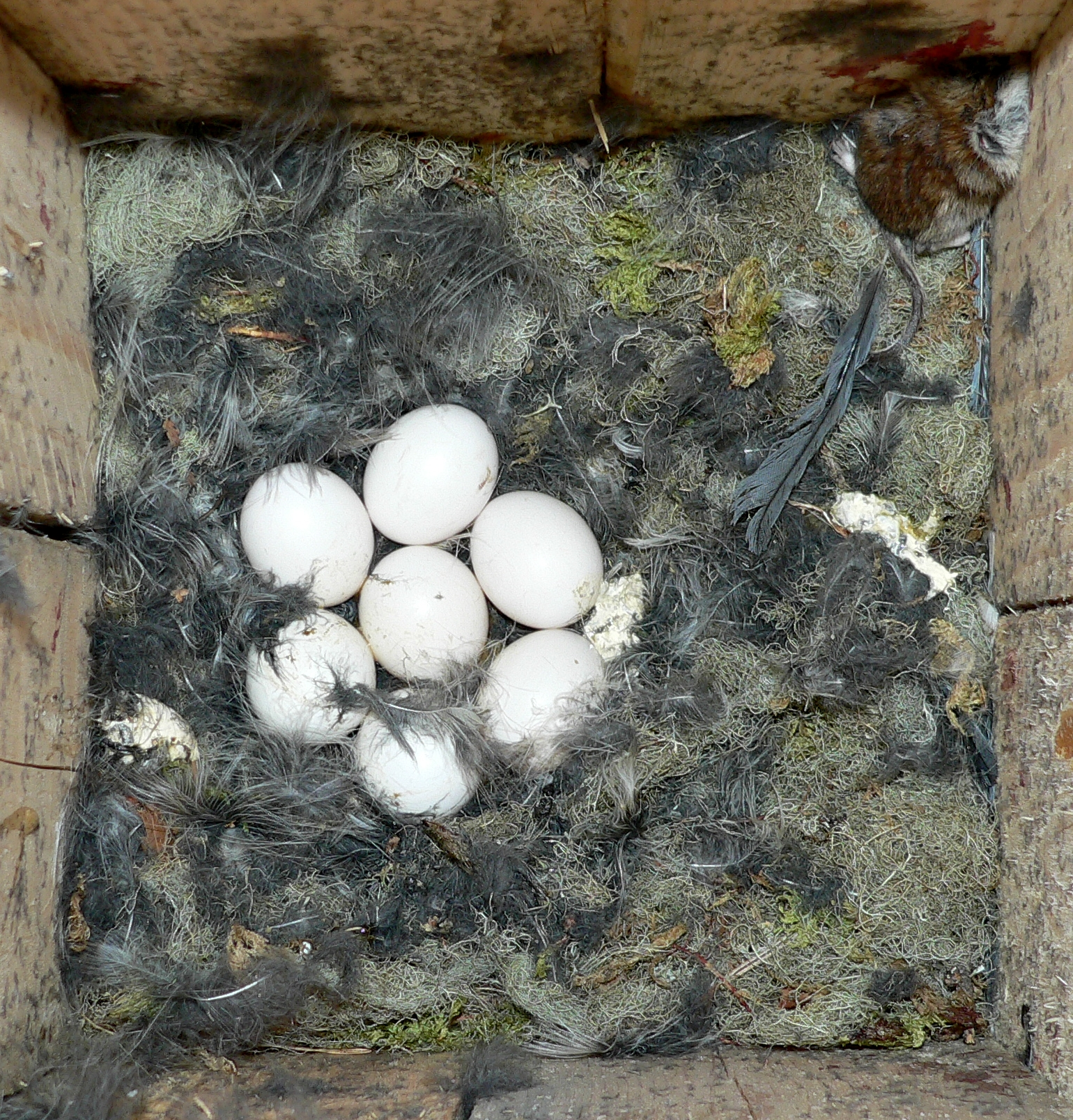
Nid de Nyctale de Tengmalm.

#### Formation du couple
La maturité sexuelle est atteinte à l'âge de un an. À la période de reproduction, les mâles émettent des trilles accélérés à proximité d'une cavité où ils ont déposé plusieurs proies fraîches en guise d'offrande. Quand une femelle approche, l'oiseau célibataire l'invite à visiter le logis ; elle y entre, l'inspecte, et si elle consomme les présents, le séducteur et l'emplacement de nidification sont définitivement adoptés.
Les mâles sont sédentaires, tandis que les femelles nichent rarement deux fois d'affilée au même endroit avec le même compagnon. Les femelles ont tendance à s'installer à des endroits où les proies abondent.

#### Nidification
Le couple s'installe dans un ancien nid de Pic noir ou dans une cavité naturelle, à hauteur variant entre 4 et 10 mètres. La Nyctale de Tengmalm niche jusqu'à 1 900 mètres d'altitude.
La femelle réalise généralement une ponte annuelle, elle pond de 3 à 10 œufs blancs, légèrement brillants, entre la mi-février et la mi-juin. Un seconde ponte annuelle peut avoir lieu lors des années où la nourriture abonde. La couvaison dure de 25 à 32 jours, elle est réalisée par la femelle. Les jeunes sont semi-nidicoles : ils seront nourris par les parents pendant plusieurs semaines puis quitteront le nid entre le 31e et le 36e jour.
Lors des années « normales », ce sont entre 50 et 70 % des jeunes qui atteignent l'âge de voler. Lors des années « médiocres » en termes de nourriture, seuls 20 % des jeunes survivent à leur premier mois.

### Prédation
Les prédateurs naturels de la Nyctale de Tengmalm sont les Martres des pins et les Chouettes hulotte.

## La Nyctale de Tengmalm et l'humain

### Conservation
L’exploitation forestière, la déforestation, les perturbations des sites de nidification du fait du développement touristique et des équipements liés aux sports d'hiver sont des menaces pour la Nyctale de Tengmalm.
La Nyctale de Tengmalm semble être principalement menacée par les pratiques de gestion forestière, associées à la récolte de gros bois; qui sont les plus susceptibles d'accueillir des cavités propices à l'espèce. Ce manque de cavité justifie la pose de nichoirs dans certaines régions. Une étude réalisée dans les Pyrénées espagnoles a montré que la prédation dans les nichoirs était moindre que dans les cavités naturelles et que ceux-ci doivent être idéalement situés vers le sud ou le sud-est et situés sous les 4 m de hauteur pour maximiser les chances d'occupation 
La Nyctale de Tengmalm est inscrite à l'annexe I de la Directive oiseaux, elle est donc protégée par la Commission européenne. La population européenne de Nyctales de Tengmalm serait, selon la Commission européenne, de 3 800 à 68 000 couples. En France, on estime à 2 000 le nombre de couples.
La Nyctale de Tengmalm bénéficie d'une protection totale sur le territoire français depuis l'arrêté ministériel du 17 avril 1981 relatif aux oiseaux protégés sur l'ensemble du territoire. Il est donc interdit de la détruire, de la mutiler, de la capturer ou de l'enlever, de la perturber intentionnellement ou de la naturaliser, ainsi que de détruire ou enlever les œufs et les nids, et de détruire, altérer ou dégrader son milieu. Qu'elle soit vivante ou morte, il est aussi interdit de la transporter, de la colporter, de l'utiliser, de la détenir, de la vendre ou de l'acheter.